# Embargo
En Derecho, el embargo se refiere a la suspensión o interdicción judicial del ius disponendi (o derecho absoluto de disposición de la cosa) que posea sobre cualquier bien económicamente realizable. En un sentido más amplio, es la declaración judicial por la que determinados bienes o derechos de contenido o valor económico quedan afectados o reservados para extinguir con ellos una obligación pecuniaria ya declarada (embargo ejecutivo) o que, previsiblemente, se va a declarar en una sentencia futura (embargo preventivo). Su función es señalar aquellos bienes, que se cree que son propiedad del ejecutado, sobre los cuales va a recaer la actividad ejecutiva, para evitar que salgan de su patrimonio y acaben en manos de terceros.
Ante la posibilidad de que el condenado al pago de la obligación pecuniaria incumpla la condena, las autoridades judiciales tienen la potestad de ordenar el embargo de sus bienes presentes y futuros con la finalidad de hacer frente a los pagos que puedan establecerse en la futura sentencia. En el caso de bienes no monetarios, la ley prevé su liquidación previa mediante subasta pública.
Es posible que una parte de los bienes del deudor no puedan ser embargados por motivos legales. Tal es el caso, por ejemplo, del mínimo de subsistencia, que es la cantidad de dinero mínimo que se considera que el embargado necesita para su propia manutención.
Existe un caso particular de embargo llamado embargo de crédito en el que lo embargado es el derecho de cobro sobre otra persona. Se utiliza con especial frecuencia en el Derecho fiscal, cuando la Hacienda Pública advierte a los deudores de un deudor tributario que los créditos a favor de este han sido embargados a favor de la Hacienda Pública. La Tesorería General de la Seguridad Social también tiene potestad para ejercitar este tipo de embargo.
Formas de embargo: Anotación preventiva de embargo, retención judicial, administración judicial, depósito judicial.

## Clasificaciones de los embargos
Los embargos se clasifican en diversas formas. En primer lugar, atendiendo a su finalidad:
- Embargos ejecutorios

Son aquellos cuya finalidad directa es la venta en pública subasta de los bienes del deudor. Dentro de esta categoría caben los embargos denominados embargos ejecutorios, embargos de frutos no cosechados, embargo de naves y embargo de rentas.
- Embargos conservatorios

Se caracterizan por impedir la sustracción de los bienes del deudor e inmovilizarlos en favor del acreedor, cuya venta en pública subasta requiere como paso previo el procedimiento de validación y de conversión ejecutoria de tales embargos. Pertenecen a esta clase de embargos los conservatorios de Derecho común, el embargo conservatorio comercial, el embargo de reivindicación y el embargo del deudor transeúnte.
- Embargo retentivo

Este embargo, aunque en su primera etapa se asimile a los embargos conservatorios, posteriormente se asimila a los embargos ejecutorios, por lo que tiene un carácter mixto.
El artículo 516 del Código Civil de la República Dominicana clasifica los bienes en muebles e inmuebles, puede hablarse de embargo mobiliario y de embargo inmobiliario. Algunos con carácter conservatorio y otros con carácter plenamente ejecutorio, son los que se exponen a continuación:
1. Embargo ejecutorio.
2. Embargo de frutos pendientes de sus ramas.
3. Embargo retentivo.
4. Embargo de los bienes muebles que guarnecen los lugares alquilados.
5. Embargo de naves.
6. Embargo contra el deudor transeúnte.